# Сергієвка (Атбасарський район)
Сергі́євка (каз. Сергеевка) — село у складі Атбасарського району Акмолинської області Казахстану. Адміністративний центр Сергієвського сільського округу.
Населення — 810 осіб (2021; 1158 у 2009, 1897 у 1999, 2062 у 1989).
Національний склад станом на 1989 рік:
- німці — 41 %;
- росіяни — 35 %.